# Cantando aprendo a hablar
Cantando Aprendo a Hablar es un material audiovisual chileno, creado en 1989 por fonoaudiólogas para apoyar el desarrollo del lenguaje, tanto en el aspecto lingüístico como en el auditivo en niños preescolares, empezando desde la etapa pre-lingüística (primeros meses de vida) hasta la adquisición del vocabulario básico en español e inglés.
El proyecto se ha mantenido por más de tres décadas enfocado a las familias comprometidas con el aprendizaje y educación de niños y niñas, transformándose en una excelente alternativa para entregar contenido entretenido y educativo, frente a la diversidad de estímulos que hoy están disponibles en la TV abierta y en el mundo digital.

## Historia
Por las necesidades en el trabajo con sus pacientes, las fonoaudiólogas Aída Pohlhammer, Myriam Pinto y Pamela Cotorás compusieron canciones para estimular y apoyar el desarrollo del lenguaje de los niños desde los primeros meses de edad.
Las evidencias de la utilidad de estas canciones en las terapias, las instaron a lanzar en diciembre de 1989 el primer volumen de Cantando Aprendo a Hablar, distribuido por el sello Producciones Manantial, cubriendo todas las disquerías del país. El trabajo tuvo una alta cobertura de la prensa local, lo que sumado al boca a boca de padres y educadores, contribuyó a su rápida difusión.
El éxito de ventas permitió la producción de nuevos volúmenes de Cantando Aprendo a Hablar y posteriormente la aparición de las colecciones Cantando Hablo Mejor, El Mundo de los Sonidos, Cantando Aprendo en el Jardín, Cantando Aprendo Inglés y Cantando aprendo a usar bien la energía. En la actualidad, se encuentran publicadas más de 300 canciones.
Para seguir acercando los productos a las familias, se desarrollaron nuevos formatos y áreas de negocios que han mantenido la marca vigente y en crecimiento.
En el año 2005, se crearon compañías de teatro musical, llevando el contenido a las presentaciones en vivo, fidelizando a los niños con los álbumes, sus canciones y personajes, alcanzando escenarios como Lollapalooza Chile, Isla de Pascua, Juan Fernández, y presentaciones fuera del país (Lima, en octubre de 2017).
Los constantes cambios han exigido la renovación de formatos audiovisuales, pasando del casete al CD y del VHS al DVD, hasta llegar a los formatos en línea como aplicaciones y streaming. En 2011, ingresaron a la Academia Latina de Artes y Ciencias de la Grabación y fueron nominadas al Grammy Latino por el álbum Vamos a Jugar. Por otro lado, el canal de YouTube ya cuenta con 2 millones de suscriptores, lo que las hizo acreedoras del '“Botón de Oro” otorgado por la plataforma. Desde 2017, también están presentes en Netflix y en 2018 se llegó a la televisión abierta chilena, todos los sábados en el bloque infantil de Televisión Nacional de Chile.

## Público objetivo
El público de CAH se puede categorizar en dos segmentos etarios:
- Niños entre 0 y 3 años, que están empezando a desarrollar el lenguaje desde las primeras emisiones de vocales y sílabas, hasta palabras y frases.
- Niños entre 3 y 6 años que, continuando con el proceso de desarrollo del lenguaje, necesitan ejercitar habilidades fonético-fonológicas para mejorar su pronunciación  y facilitar el aprendizaje de la lectura. Por otra parte,  existen canciones que contribuyen en la creación de hábitos de autocuidado o de protección del medio ambiente. Otras, los introduce en el aprendizaje de vocabulario básico en inglés y así con distintas funcionalidades.

## Hitos y reconocimientos
- Shows en Lollapalooza 2014 y 2016.
- Dos series en Netflix.
- Crecimiento exponencial en Youtube.
- Giras Cencosud, Mori y Entel.
- Proyectos con Agencia Chilena de Eficiencia Energética y Ministerio de Energía.
- Shows en las plazas más importantes de comunas de todo Chile.
- Presentaciones en Teatros Municipales de las principales ciudades del país.
- Presencia en el bloque infantil de Televisión Nacional de Chile (TVN) todas las semanas.
- Cerca de 100 presentaciones en vivo cada año
- Canal de Youtube (a septiembre de 2018):   - Reproducciones: 1.429 millones    - Suscriptores: 1,8 millones

- Campañas masivas con marcas como Walmart, Nestlé, Cencosud, Farmacias, Unilever, etc; y con diarios nacionales e internacionales a través de DVD’s y CD coleccionables.

2009
- Beneficiarios Chile Crece Contigo.

2010
- Mejor Programa Infantil Cantando Aprendo a Hablar por MEGA.

2011
- Nominación al Grammy Latino.
- Pamela Cotorás ganadora Premio 100 Mujeres Líderes.
- Beneficiarios Capital Semilla SERCOTEC.

2013
- Beneficiarios Capital Semilla SERCOTEC.
- Mejor Programa Infantil EncantaKids de UCV con contenidos de Cantando Aprendo a Hablar.

2014
- Aída Pohlhammer ganadora Premio 100 Mujeres Líderes.

- Silver Play Button por alcanzar los 100.000 suscriptores en YouTube.

2017
- Alcanzadas las 1000 millones de visitas en nuestro canal oficial.
- Premio Dorado por alcanzar 1 millón de suscriptores en YouTube.

2018
- Estreno en Televisión Nacional de Chile (TVN).

## Discografía

### Álbumes
- Colección “Cantando Aprendo a Hablar” (1989-1993)

Canciones compuestas por fonoaudiólogas para estimular la adquisición del lenguaje.
- Colección “Cantando Hablo Mejor” (1994-1998)

Álbumes destinados a favorecer la correcta pronunciación de las palabras, con énfasis en polisílabos, dífonos (vocálicos y consonánticos) y los fonemas que ofrecen mayor dificultad a los niños.
- Colección “El Mundo de los Sonidos” (2004-2014)

Álbumes con canciones y cuentos para desarrollar habilidades auditivas: identificación de ruidos del medio ambiente, diferenciación de sonidos similares, memoria y atención auditiva.
- Colección “Cantando Aprendo en el Jardín” (2005-2014)

Canciones destinadas a afianzar algunos conceptos que se enseñan en el jardín infantil y favorecer el desarrollo de la conciencia metafonológica, necesaria para el aprendizaje de la lectoescritura.
- Colección “Cantando Aprendo Inglés” (2007-2014)

Canciones creadas por fonoaudiólogas, con la asesoría del Instituto Chileno Norteamericano de Cultura. Introduce a los niños en el aprendizaje del vocabulario básico del idioma inglés.
- Colección “Mi Primer Recital” (2013-2015)

En estos álbumes, "La Banda de CAH" actualiza algunos clásicos y temas conocidos a nuevas versiones de pop/rock.
- Álbum “Cantando Aprendo a Usar Bien la Energía”

Canciones entretenidas para educar sobre el uso eficiente de la energía.
- Colección “El Mundo de Cantando Aprendo a Hablar” (2016)

Nuevas versiones de temas clásicos reinterpretados por La Banda de Cantando Aprendo a Hablar y ExploraColores.
- Material para especialistas

Álbumes para profesionales de la educación y la salud.

### Videos
- "Rosita Duplicado & Federico Galopante" - lanzado en 1998.

Colección de 2 VHS con clips de canciones y actividades didácticas.
- "Vocales, Consonantes y Letters" - lanzado en 2004.

Colección de 6 DVD con clips de canciones y actividades didácticas.
- "Apra, Apre, Aprí, ¡Que pronto lo aprendí! - lanzado en 2008.

Colección de 8 DVD con clips de canciones y actividades didácticas.
- "+Canto, +Aprendo" - lanzado en 2011.

Colección de 12 DVD con clips de canciones y actividades didácticas.
- "El Club de Cantando Aprendo a Hablar” - lanzado en 2015.

Colección de 10 DVD con clips de canciones y actividades didácticas.
- “Yo canto y juego” - lanzado en 2018.

Colección de 6 DVD con clips de canciones y actividades didácticas.

## Personajes (en orden alfabético)
- Armando Borrones, interpretado por César Quintanilla.
- Banda de Cantando Aprendo a Hablar, compuesta por cinco integrantes: Danna Sánchez en la voz, Francisco, bajista, Martín, guitarrista, Taffy, baterista y Manuel, tecladista.
- Bulublú, vocalista de La Banda, interpretada por Danna Sánchez.
- Federico Galopante, interpretado por Gabriel Prieto.
- Fito Consonantes, interpretado por Nelson Muñoz.
- Jaime, secuaz de Rufo Estrellas, interpretado por Samuel Ponce.
- John Letters, interpretado por Francisco Toto Acuña.
- Lulú ExploraColores, interpretada por Anita Contreras.
- Maxi ExploraColores, interpretado por Jorge Abarzúa.
- Miguel Metamorfosis, interpretado por Pablo Atria.
- Muñeco de Rosita Duplicado, interpretado por Nelson Muñoz.
- Paty Vocales, interpretada por Patricia Valenzuela (voz de las canciones, personaje en DVD y en primeras presentaciones en vivo)  (presentaciones en vivo en 2008).
- Pili ExploraColores, interpretada por Romina Dagnino
- Polín ExploraColores, interpretada por Paula Hoffmann.
- Rosita Duplicado, interpretada por Andrea Echagüe como el personaje y Patricia Valenzuela en la voz de las canciones.
- Rufo Estrellas, interpretado por Pablo Atria.
- Sam Questions, interpretado por Abiel Palma.
- Santi ExploraColores, interpretado por Carlos Wedeles hasta 2014 y desde agosto de ese año Marcelo Mariscal.
- Sara Palabras, interpretada por Greta Astorga como el personaje y la voz de canciones desde 2010, y Patricia Valenzuela en la voz de las canciones anteriores.

Son personajes recurrentes también el loro Nicanor, el lobo Caulimón, el conejo Barrigón, la cebra Bara Bara y el burro Anís. Además, en distintas versiones, ha aparecido el computador Gerardo.